# Nevill Francis Mott
Nevill Francis Mott (Leeds, Inglaterra 30 de septiembre de 1905-Milton Keynes 8 de agosto de 1996) fue un físico y profesor universitario inglés galardonado con el Premio Nobel de Física del año 1977.

## Biografía
Nevill Francis Mott nació el 30 de septiembre de 1905 en la ciudad inglesa de Leeds, y creció en Giggleswick, en el área del West Riding de Yorkshire, donde su padre era profesor Sénior de Ciencias en la escuela local. En general, su niñez fue secular. Debido a los trabajos del padre, la familia se mudó primero a Staffodshire, después a Chester y finalmente a Liverpool, donde su padre había sido nombrado director de Educación. Al principio, Mott fue educado en casa por su madre, que era licenciada en matemáticas en la universidad de Cambridge. Sus padres se conocieron en el Laboratorio Cavendish mientras ambos hacían investigaciones de Física.
A los diez años empezó la educación formal de Nevill Francis en el Clifton College de Bristol; más tarde estudió en el St John's College, Cambridge de la universidad de Cambridge.
Inició su tarea docente en la Universidad de Mánchester, posteriormente pasó por Cambridge en 1930 como conferenciante de la Escuela Gonville y Caius y finalmente terminó en Bristol como profesor de física teórica. En 1954 ingresó en el Laboratorio Cavendish de la universidad de Cambridge, donde permaneció hasta 1971.
En 1936 fue nombrado miembro de la Royal Society y en 1941 distinguido con la medalla Hughes, concedida por la Royal Society «por su fértil aplicación de los principios de la teoría cuántica de muchas ramas de la física, especialmente en los campos de la teoría nuclear y de la colisión, en la teoría de los metales y en la teoría de las emulsiones fotográficas». En 1962, la reina Isabel II le concedió el título de caballero del Imperio Británico (sir). En la década de 1960 fue nombrado presidente del grupo británico presente en las Conferencias Pugwash de Ciencia y Asuntos Mundiales.
Mott era bisnieto del renombrado naturalista inglés sir John Richardson.

## Investigaciones científicas
Mott inició sus investigaciones científicas en Cambridge bajo las órdenes de R. H. Fowler, para posteriormente ampliar sus conocimientos en Copenhague (Dinamarca) bajo la dirección de Niels Bohr y finalmente en Göttingen (Alemania) al lado de Max Born.
Inicialmente se centró en explicar teóricamente el efecto de la luz en una emulsión fotográfica y contornear la transición de substancias metálicas a los estados no-metálicos, lo que se conoce como la transición de Mott. 
En 1965 inició sus investigaciones sobre el ferromagnetismo y la superconductividad, investigaciones por las cuales fue galardonado en 1977 con el Premio Nobel de Física junto a Philip Warren Anderson y a John Hasbrouck van Vleck.

## Vida personal
Mott se casó con Ruth Eleanor Horder y tuvo dos hijas: Elizabeth y Alice.
Murió en la población de Milton Keynes, en el condado inglés de Buckinghamshire, el 8 de agosto de 1996.